# Municipio de West Penn
El municipio de West Penn (en inglés: West Penn Township) es un municipio ubicado en el condado de Schuylkill en el estado estadounidense de Pensilvania. En el año 2000 tenía una población de 3.852 habitantes y una densidad poblacional de 25 personas por km².

## Geografía
El municipio de West Penn se encuentra ubicado en las coordenadas 40°43′25″N 75°53′14″O / 40.72361, -75.88722.

## Demografía
Según la Oficina del Censo en 2000 los ingresos medios por hogar en la localidad eran de $39,276 y los ingresos medios por familia eran $47,341. Los hombres tenían unos ingresos medios de $31,673 frente a los $21,649 para las mujeres. La renta per cápita para la localidad era de $18,577. Alrededor del 5,1% de la población estaban por debajo del umbral de pobreza.